# Manuscrisul lui Voynich

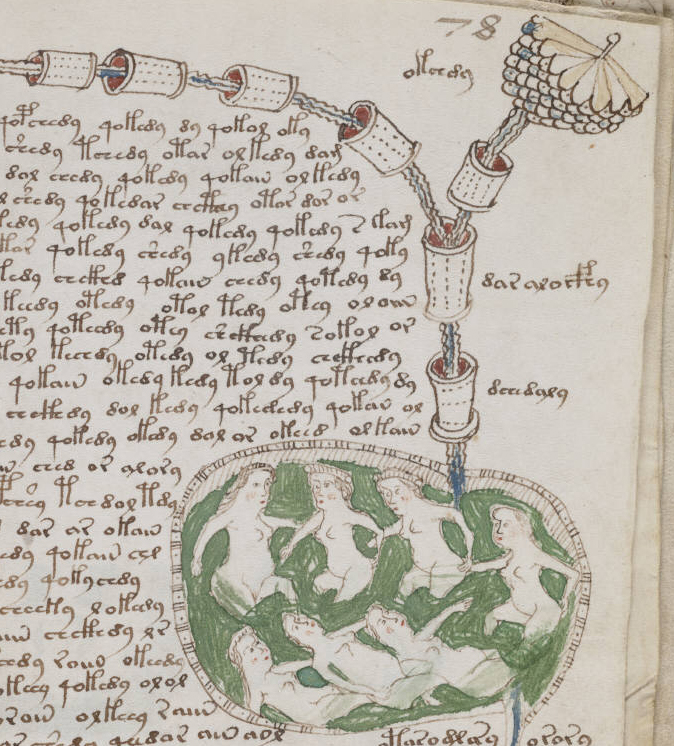
Pagină din manuscris

Manuscrisul lui Voynich (numit așa după Wilfrid Michael Voynich, cunoscut și ca manuscrisul de la Vila Mondragon) este un manuscris cifrat misterios, încă nedescifrat, despre care nu se cunoaște nici autorul și nici data apariției.  

Mostră de scriere din Manuscrisul lui Voynich

 Pergamentul (din piele de vițel) pe care este scris manuscrisul a fost datat cu carbon ca fiind din anii 1404 - 1438.
Are forma unei cărți ilustrate cu 232 pagini. Textul este scris cu litere și cuvinte neidentificate, fără greșeli, tăieturi sau corecturi. Desenele în schimb sunt executate cu mai puțină strădanie. Ele reprezintă plante, oameni, animale și teme astronomice și cosmogonice. Plantele de exemplu nu au putut nici ele să fie identificate.
Cu toate eforturile intense depuse pentru descifrarea sa, manuscrisul nu s-a putut descifra nici până în ziua de azi (2025), nici măcar cu ajutorul calculatoarelor. El ar putea avea un sens oarecare, dar poate fi și doar o farsă cu aparențe serioase.
Originalul se păstrează în biblioteca Beinecke Rare Book and Manuscript Library de la Yale University din New Haven, Connecticut, SUA, sub numărul de catalog MS 408 (începând din 1969).
O scriere misterioasă într-un alfabet necunoscut și fără corespondent în istorie, imagini ale unor plante inexistente pe Pământ, semne zodiacale complexe și siluete feminine scăldându-se în bazine diforme, pline cu un lichid ciudat – acestea sunt doar câteva dintre elementele care i-au determinat pe cercetători să declare manuscrisul Voynich drept cel mai bizar document descoperit vreodată.

## Descoperire
Istoria nu duce lipsă de manuscrise misterioase a căror explicație științifică să se lase încă așteptată după secole de cercetări; vezi harta amiralului turc Piri Reis, redactată în 1513 și care prezintă în detaliu atât coastele celor două continente americane cât și părți ale Antarcticii neacoperită de gheață (adică așa cum era acum cel puțin șase milioane de ani); sau Carta Marina, harta preotului suedez Olaus Magnus care prezenta în 1539 curenții marini scandinavi, descoperiți de oamenii de știință moderni abia în secolul XX. Și totuși, enigmele manuscrisului Voynich par a fi, de departe, cele mai greu de descifrat.
Documentul, care acum se află în biblioteca Universității Yale din Statele Unite, a început să facă vâlvă încă de la descoperirea sau, mai bine spus, redescoperirea sa, în 1912, de către anticarul polonez Wilfried Michael Voynich. Acesta l-a găsit „într-un vechi castel din Europa”, mai precis la colegiul iezuit Mondragone di Frascati, aflat la sud de Roma, unde se pare că manuscrisul fusese dat uitării de câteva secole. Specializat în analiza și evaluarea documentelor vechi, Voynich a remarcat imediat caracterele misterioase și imaginile cel puțin bizare ce ilustrau cele 246 de pagini îngălbenite de vreme.
Nu mai puțin curios era și documentul aflat între paginile sale, și anume o scrisoare datată „Praga 19 august 1666”, scrisă de un anume Joannes Marcus Marci și adresată lui Athanasius Kircher, ilustru gânditor și lingvist al vremii, unul dintre primii cercetători care încercase, printre altele, descifrarea hieroglifelor egiptene. Marci susținea că documentul ar fi aparținut regelui Rudolf al II-lea de Habsburg (1552–1612), care îl achiziționase în schimbul sumei imense de 600 de ducați (aproximativ 60.000 de euro la ora actuală), în speranța că ar conține dezlegarea misterului transformării plumbului, sau a oricărui alt metal, în aur. Scrisoarea mai menționează și că manuscrisul ar fi putut fi opera lui Roger Bacon, renumitul filozof si alchimist englez din secolul al XIII-lea, una dintre puținele persoane din Europa acelor vremuri care ar fi avut cunoștințele necesare creării unei asemenea opere cu caracter artistic.
Mai mult, Joannes Marcus Marci notează că ar fi renunțat de bună voie la document, după ce își dedicase zadarnic întreaga viață descifrării scrierii misterioase.
Cu toate ca acest manuscris este aproape nedescifrabil, exista o sursa care e pe punctul de a descifra unele părți ale manuscrisului. Aceasta sursa a dedus recent ca limba in care a fost scris manuscrisul este turca veche.

## Mențiuni istorice
Scrisoarea lui Joannes Marci, pare a fi în afara oricărei bănuieli de fraudă, atâta vreme cât însemnările de la curtea regelui Rudolf al II-lea amintesc de achiziționarea unui document, cu presupuse însemnări de alchimie, de la un misterios vânzător ambulant, ce reușise să câștige încrederea monarhului. Însuși Rudolf al II-lea, anunțase în mai multe rânduri, descoperirea unei metode de a umple vistieria cu aur și angajase un numeros grup de învățați, al căror unic scop era decriptarea scrierii necunoscute. Activitățile lor aveau să rămână însă fără nici un rezultat, iar după ce manuscrisul ajunge la Kircher, trece în grija Ordinului Iezuiților, prin persoana lui Pierre Jean Beckx, mai marele ordinului, pentru ca, într-un final să fie uitat, în arhivele colegiului din Frascati.

## Enigmele manuscrisului

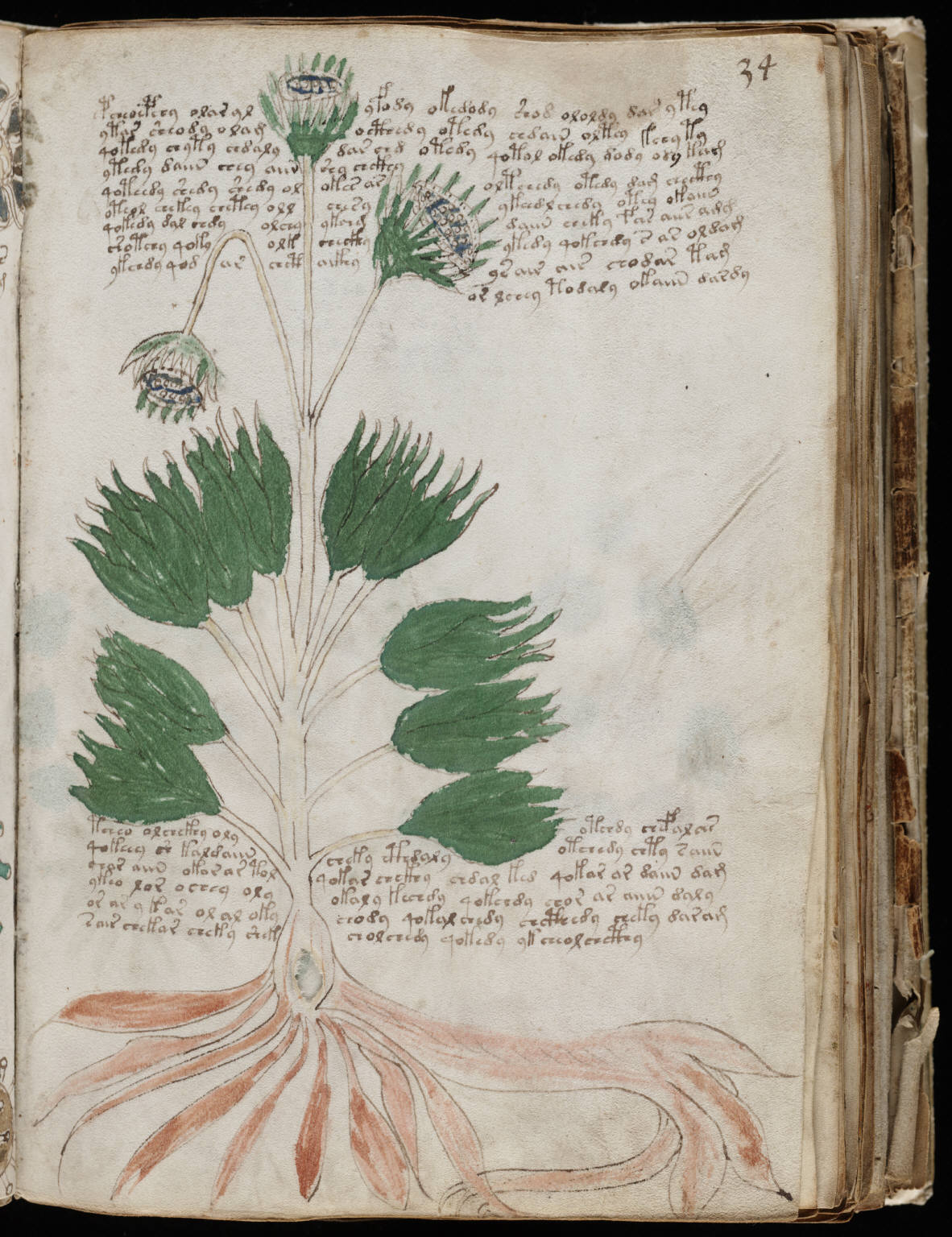
Pagină din manuscrisul Voynich care pare să reprezinte floarea-soarelui

Nimeni nu a reușit să dezlege, în cei peste 500 de ani care se presupune că ar fi trecut de la redactarea manuscrisului Voynich, măcar unul dintre misterele care înconjoară neobișnuitul document: origini, autor, scriere, imagini sau limba în care a fost redactat. Și asta după ce, numai în secolul XX, o veritabilă armată de paleografi, inclusiv specialiștii americani care au descifrat codul german „Enigma”, a eșuat lamentabil.
Inițial, decriptarea sa părea o sarcină ușoară pentru lingviștii contemporani, atâta vreme cât textul era format din cuvinte ce se repetau și păreau să urmeze o linie inteligibilă, asemenea tuturor limbilor cunoscute. Entuziasmul acestora avea, însă, să pălească la scurt timp, atunci când vor descoperi că alfabetul necunoscut părea să semene cu majoritatea limbilor de circulație internațională din sec. XVI–XVII, și totuși, să nu aibă corespondent, cu nici una dintre ele. Paleografii au reușit să identifice caractere latine (a, o, c, n, m), unite în cuvinte cu cifre arabe (2, 4, 8 sau 9), semne din alfabetul englez (q, y). Dar și litere ce aduc cu vechea scriere runică sau simboluri medievale alchimice. Curios este faptul că manuscrisul pare scris de două persoane diferite, care folosesc sisteme distincte de redactare, specialiștii împărțind textul în două categorii de scriere: Voynich A si Voynich B, fără nici o altă evoluție însă, în descifrarea acestora.
Iar ca misterul să fie complet, nici unul dintre cuvinte nu are mai puțin de trei litere, sau mai mult de zece, fapt neîntâlnit în nici o limbă cunoscută, iar semnele de punctuație lipsesc cu desăvârșire, motiv ce i-a determinat pe paleografi să creadă că este vorba de un document cifrat, un fel de cod medieval, accesibil numai inițiaților.
Dacă scrierea reprezintă o necunoscută, imaginile, care ar fi trebuit să ofere mai multe informații și care se găsesc aproape pe fiecare pagină, sunt de-a dreptul bizare: plante necunoscute pe pământ, figuri feminine, majoritatea nud, ce par a se scălda în bazine de forma unor organe interne umane, legate între ele, prin ciudate conexiuni tubulare, semne zodiacale complicate si reprezentări ale unor posibile constelații sau grupuri stelare necunoscute.

## Originile documentului și posibilii săi autori
Deși s-a vehiculat des numele călugărului franciscan Roger Bacon, ca autor al manuscrisului Voynich, identificarea a două plante „americane” printre desenele misterioase: floarea soarelui și piperul „chayenne”, face imposibilă datarea sa, mai devreme de 1492, anul în care Cristofor Columb debarca în America Centrală, acolo de unde avea să aducă în Europa, cele două plante.
Mult mai aproape de profilul autorului, care nu putea fi decât una dintre mințile luminate ale epocii, pare a fi John Dee, magicianul, astrologul și alchimistul aflat în slujba reginei Elisabeta I a Angliei (1533–1603). Însă, deși își nota cu meticulozitate activitățile, inclusiv călătoria la Praga, în perioada în care regele Rudolf al II-lea cumpăra documentul Voynich, Dee omite orice referire la bizarul manuscris. Este posibil, cred unii specialiști, ca nevoia sa permanenta de fonduri să îl fi împins spre redactarea înscrisului asupra căruia să fi lansat zvonul că este scris de însuși Bacon, asta pentru a-i conferi valoare în ideea unei viitoare vânzări. 
Deși desenele din manuscris lasă să se înțeleagă că ar fi vorba de un document realizat cel mai târziu în secolul al XVI-lea, nu este exclus ca însuși Voynich să fi pus la cale plăsmuirea acestui înscris, aparent medieval. Este cunoscut faptul că polonezul stabilit la Londra, finanța grupările anti-țariste din țara sa natală, iar vânzarea documentului fals ar fi constituit o sursă importantă de venit. Cu toate acestea, nici Wilfried, și nici soția sa, nu vor vinde documentul până în ceasul morții, această sarcină revenind Annei Nill, amanta și secretara lui Voynich, cea care, în necunoștință de cauză, va încasa numai 25.000 de dolari. Ca un amănunt, manuscrisul este asigurat astăzi contra sumei de un milion de dolari.

## Teorii asupra înțelesului și destinației manuscrisului Voynich
Prima impresie, lăsată de imaginile din text, ar fi aceea că documentul este unul cu scop farmaceutic, servind cel mai probabil, ca manual, în medicina timpurie. Nici varianta alchimiei nu este de lepădat, atâta vreme cât pentru mult timp s-a crezut, că informațiile oferite în manuscris duc la transformarea metalelor în aur, sau la descoperirea Pietrei Filozofale.
Nici teoriile pseudoștiințifice nu au întârziat să apară, mulți pasionați de criptologie fiind convinși că manuscrisul Voynich este, nici mai mult, nici mai puțin, decât un manual cu instrucțiuni lăsat omenirii de către o rasă extraterestră.

## Pretenții de descifrare
Gerard E. Cheshire, cercetător asociat în biologie la Universitatea din Bristol, a pretins în studiul The Language and Writing System of MS408 (Voynich) Explained, publicat în jurnalul Romance studies în 2019, că a descifrat acest manuscris, care ar fi fost scris într-o limbă „proto-romanică” (sau latina vulgară), o combinație a limbii ibero-latine (galiciana-portugheză) și greco-latine (greaca latinizată). Ar fi fost creat pentru soția regelui Alfons V de Aragon, Maria de Castilia, regină de Aragon, fiind scris de măicuțele dominicane. Manuscrisul ar fi fost scris ca un aide-memoire și almanah medical pentru femeile nobile de la curtea Castelului Aragonez, Ischia. Revendicările lui Gerard E. Cheshire au fost contestate însă de diferiți autori, între care Lisa Fagin Davis, editor executiv al Medieval Academies of America,  aceasta învinuind articolul ca fiind "mai mult aspirațional, un nonsens auto-înfăptuit (self-fulfilling)". Universitatea din Bristol, ca o consecință, a declarat că cercetarea lui Gerard E. Cheshire este lucrarea sa proprie și nu este afiliată Universității din Bristol.